# Сонні Наттестад
Сонні Наттестад (фар. Sonni Nattestad; нар. 5 серпня 1994, Торсгавн) — фарерський футболіст, захисник фарерського клубу «07 Вестур».
Виступав, зокрема, за клуб «Мідтьюлланд», а також національну збірну Фарерських островів.

## Клубна кар'єра
У дорослому футболі дебютував 2010 року виступами за команду клубу «МБ Мідвагур» відігравши лише один матч.
Протягом 2011—2012 років захищав кольори команди клубу «07 Вестур».
Своєю грою за останню команду привернув увагу представників тренерського штабу данського клубу «Мідтьюлланд», до складу якого приєднався 2012 року. Відіграв за команду з Гернінга наступні два сезони своєї ігрової кар'єри.
Згодом з 2014 по 2015 рік грав у складі данських команд клубів «Хорсенс» та «Вайле» на правах оренди.
У 2016 році уклав контракт з ісландським клубом «Гапнарфйордур» але відігравши один матч на правах оренди перейшов до клубу «Філкір». Відтоді встиг відіграти за рейк'явіцьку команду 8 матчів в національному чемпіонаті.
12 грудня 2016 року Наттестад підписав контракт з норвезьким клубом «Молде».
1 лютого 2019 року Сонні приєднався до данського клубу 1-го дивізіону «Фредерісія». Через півроку, 10 вересня 2019 року, Наттестад розірвав контракт.
У січні 2021 року він підписав контракт із командою ірландської Прем’єр-ліги «Дандолк». Дебютував в основі 12 березня 2021 року в матчі Кубок Президента проти чемпіона Ірландії «Шемрок Роверс».
2 січня 2022 року Наттестад підписав контракт із норвезьким клубом «Єрв». Однак буквально через 2 години договір розірвали.
У 2024 році повернувся до сккладу «07 Вестур».

## Виступи за збірні
2010 року дебютував у складі юнацької збірної Фарерських островів, взяв участь у 9 іграх на юнацькому рівні.
2013 року залучався до складу молодіжної збірної Фарерських островів. На молодіжному рівні зіграв у 6 офіційних матчах.
2013 року дебютував в офіційних матчах у складі національної збірної Фарерських островів. Наразі провів у формі головної команди країни 48 матчів, забивши 3 голи.

### Голи в складі збірної
| # | Дата            | Арена                                    | Суперник    | Гол | Результат | Турнір               |
| - | --------------- | ---------------------------------------- | ----------- | --- | --------- | -------------------- |
| 1 | 7 жовтня 2016   | Сконто, Рига, Латвія                     | Латвія      | 1–0 | 2–0       | Кваліфікація ЧС 2018 |
| 2 | 25 березня 2018 | Муніципальний стадіон, Марбелья, Іспанія | Ліхтенштейн | 3–0 | 3–0       | Товариський матч     |
| 3 | 28 березня 2021 | Ернст-Гаппель-Штадіон, Відень, Австрія   | Австрія     | 1–0 | 1–3       | Кваліфікація ЧС 2022 |

## Титули і досягнення
- Володар Кубка Президента (1):

Дандолк: 2021